# تخيل ابتكاري
التخيل الابتكاري (بالإنجليزية: Imagineering)‏ والاسم الإنجليزي هو لفظ منحوت دمج بين لفظي «الخيال» و«الهندسة»، وهما المصطلحان الأكثر استخداماً بشكل ملحوظ من قبل الخيال الابتكاري بوالت ديزني. وعلى الرغم من هذا الاعتقاد الشائع، إلا أن المصطلح في حد ذاته لم يُبتكر من قبل والت ديزني ولم ينشأ بتلك الشركة من الأساس. انتشر استخدام لفظ «التخيل الابتكاري» في العالم بفضل شركة ألوكا قرابة عام 1940 وبات يُستخدم على نطاق واسع ضمن العديد من المنشورات والمواد الترويجية المطبوعة وذلك على مدار عقد من الزمن.

## أول استخدام لفكرة الخيال الابتكاري
فعقب الحرب العالمية الثانية، قامت ألوكا بتدشين برنامج داخلي «للخيال الابتكاري» بغرض تشجيع الاستخدام الابتكاري للألمونيوم كي تواكب متطلبات الصناعة.
أصدرت التايم إعلانا بعنوان «موطن الخيال الابتكاري» يتعلق بالمنشأ وذلك بتاريخ 16 فبراير 1942 .
لقد هرمنا من أجل البحث عن مصطلح يوضح العمل الشاق الذي نقوم به جميعا في ألوكا... وكان مصطلح الخيال الابتكاري هو الحل الأمثل... فالخيالل الابتكاري هو أن تطلق العنان لأفكارك وتخيلاتك ومن ثم ابتكار تلك الأفكار والتخيلات وتنفيذها على أرض الواقع.
لقد تمت الإشارة إلى الاستخدامات الأخرى الجديرة بالذكر للفظ ما قبل استخدام ديزني لها وذلك في مقالة بجريدة نيويورك تايمز بعنوان «الخيال الابتكاري المسيحي» بتاريخ 24 أكتوبر 1942 وتمت الإشارة إليها كذلك في قاموس أكسفورد الإنجليزي في عام 1944 والذي استشهد بإعلان صادر عن جريدة وال ستريت وقد اسُتخدم اللفظ من قبل الفنان Arthur C Radebaugh في وصفه لعمله الذي ورد ذكره بالمقالة "Black Light Magic" في بورتسموث تايمز، بورتسموث، أوهايو، في العام 1947.

## استعمالات أخرى
اُستخدم لفظ «الخيال الابتكاري» كذلك من قبل:
- اُستخدم لفظ الخيال الابتكاري من قبل ريتشارد أف. سايلر (Richard F. Sailer) في عام 1956 الذي يعمل بـ (National Carbon Company Management) وتوضح مقالة بعنوان العصف الذهني بين الخيال والهندسة وهو على الأرجح سبب قيام والت ديزني بنحت اللفظ[بحاجة لمصدر]
- الخيال الابتكاري شركة قديمة غير عاملة شركة تطوير ألعاب فيديو.
- أستراليا للخيال الابتكاريوهي شركة موزعة لبرامجيات وأجهزة للحواسيب الدقيقة أسسها رجل أعمال أسترالي يدعى جودي ريتش (Jodee Rich).
- لإن الخيال الابتكاري مجال دراسة يهدف إلى تنشيط وتغيير عملية خلق القيمة داخل المؤسسات والمجتمع ككل وذلك باستخدام التخيل في عملية خلق القيمة ويتم تنفيذ ذلك في أكاديمية الخيال الابتكاري (Imagineering Academy) بجامعة بريدا أن أتش تي في للعلوم التطبيقية (NHTV Breda University of Applied Sciences)، هولندا، أوروبا منذ عام 1993.
- كما اُستخدم لفظ الخيال الابتكاري كذلك من قبل شركة هندية رائدة في مجال الهندسة والإنشاءات وهي لارسن أند توربو المحدودة (Larsen & Toubro) (L&T). فقد عولت الشركة على هذا اللفظ في حملتها الترويجية حيث روجت الشركة لنفسها من خلال استخدام مصطلح الخيال الابتكاري على منشوراتها وضمن وسائل الإعلام الخارجية على مستوى الدولة واصفة شعار الشركة الجديد– «فكل شيء يعتمد في المقام الأول على الخيال الابتكاري»..[بحاجة لمصدر]